# (34940) 9586 P-L
9586 P-L (asteroide 34940) é um asteroide da cintura principal. Possui uma excentricidade de 0.10871200 e uma inclinação de 6.12632º.
Este asteroide foi descoberto no dia 17 de outubro de 1960 por Cornelis Johannes van Houten e Ingrid van Houten-Groeneveld e Tom Gehrels em Palomar.